# 덩컨 에드워즈
덩컨 에드워즈(영어: Duncan Edwards, 1936년 10월 1일 ~ 1958년 2월 21일)는 잉글랜드의 전 축구 선수이다. 그는 1950년대 중반 '버즈비의 아이들'이라고 불린 맷 버즈비 하의 어린 맨체스터 유나이티드 선수들 중 하나였다. 그러나 뮌헨 비행기 참사로 중상을 입어 결국 사고 15일 뒤인 1958년 2월 21일에 세상을 떠났다.
던컨 에드워즈는 만21세의 나이로 발롱도르 포디움에 들어가며 펠레,마라도나 만큼의 재능을 보였다. 그러나 뮌헨 참사로 사망했다.당시 빠른스피드와 좋은 수비능력 그리고 양발을 쓰는 다재다능함을 보여주었다.